# 卢埃
卢埃（法語：Loué，法語發音：[lwe]）是法国萨尔特省的一个市镇，属于拉弗莱什区。

## 地理
卢埃（47°59'44"N, 0°9'12"W）面积15.85 平方千米，位于法国卢瓦尔河地区大区萨尔特省，该省份为法国西北部内陆省份，北起顺时针与奥恩省、厄尔-卢瓦省、卢瓦-谢尔省、安德尔-卢瓦尔省、曼恩-卢瓦尔省和马耶讷省接壤，是法国大西部的入口，连接卢瓦尔河谷、布列塔尼和巴黎盆地。
与卢埃接壤的市镇（或旧市镇、城区）包括：沙西耶、热河畔瓦隆、茹埃昂沙尔尼、马雷伊昂香槟。

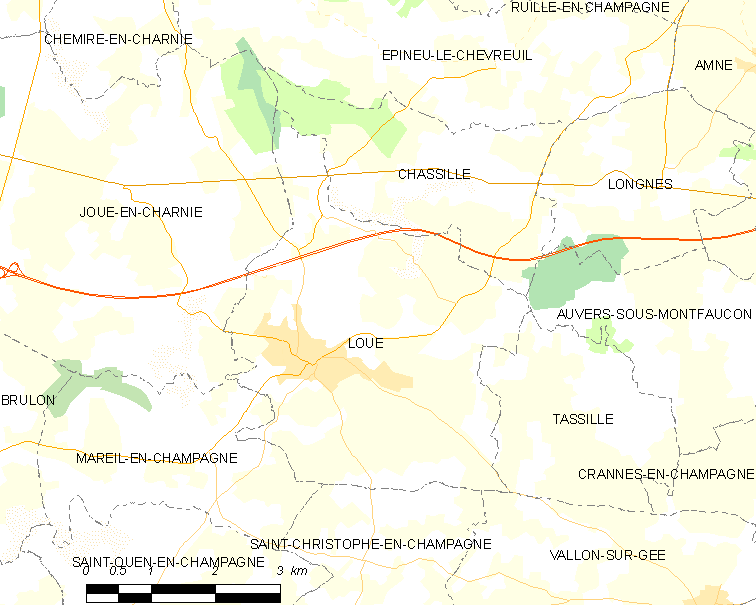
卢埃的OSM定位图

卢埃的时区为UTC+01:00、UTC+02:00（夏令时）。

## 行政
卢埃的邮政编码为72540，INSEE市镇编码为72168。

## 政治
卢埃所属的省级选区为卢埃县。

## 人口

1962-2008年间卢埃人口变化图示

卢埃于2022年1月1日时的人口数量为2100人。